# Șincai (gmina)
Șincai – gmina w Rumunii, w okręgu Marusza. Obejmuje miejscowości Lechincioara, Pusta, Șincai i Șincai-Fânațe. W 2011 roku liczyła 1622 mieszkańców.